# The Idol Vol. 1
The Idol Vol. 1 (Music from the HBO Original Series) é um trilha sonora do cantor e compositor canadense The Weeknd, lançada em 30 de junho de 2023, pelas gravadoras XO e Republic Records. O álbum contém participações especiais de Metro Boomin, Future, Playboi Carti, e Madonna. A produção foi feita pelo próprio The Weeknd, Metro Boomin, e Mike Dean. O álbum serve como trilha sonora para a série dramática de 2023 da HBO, The Idol, a qual the Weeknd também criou e estrelou.

## Lista de faixas
| N.º | Título                                  | Compositor(es)                                                                            | Produtor(es)                      | Duração |  |
| 4.  | "Double Fantasy" (com part. de Future)  | Abel Tesfaye Nayvadius Wilburn Leland Wayne Michael Dean                                  | The Weeknd Metro Boomin Mike Dean | 4:28    |  |
| 5.  | "Popular" (com Playboi Carti e Madonna) | Tesfaye Jordan Carter Madonna Ciccone Wayne Dean Sam Levinson Michael Walker John Flippin | The Weeknd Metro Boomin Dean      | 3:35    |  |